# NBA na NBC
A NBA on NBC é a marca utilizada para a transmissão dos jogos da National Basketball Association (NBA) produzidos pela rede de televisão NBC nos Estados Unidos. A NBC deteve os direitos de transmissão de 1954 a 1962 e novamente de 1990 (quando adquiriu os direitos da CBS) a 2002. Durante a parceria da NBC com a NBA na década de 1990, a liga alcançou uma popularidade sem precedentes, com classificações ultrapassando os dias de Magic Johnson e Larry Bird em meados da década de 1980. Embora a principal rede NBC não transmita mais jogos da NBA, as partidas da NBA são atualmente transmitidas nas NBC Sports Regional Networks na forma de transmissões regionais, apresentando times locais da NBA, para os quais cada uma das redes regionais possui os respectivos direitos de transmissão em seu mercado designado.

## Visão geral

### Encarnação de 1954-62
O primeiro período da NBC na National Basketball Association começou em 30 de outubro de 1954 e durou até 7 de abril de 1962. A primeira transmissão da NBA pela NBC foi um jogo entre o Boston Celtics e o Rochester Royals em Rochester.
Na temporada 1954–55, Marty Glickman e Lindsey Nelson foram os locutores de todos os jogos, exceto em 9 de abril (Fort Wayne @ Syracuse durante os playoffs), quando Glickman trabalhou com Jim Gordon. Nelson escreveria mais tarde em sua autobiografia, intitulada "Olá a todos, sou Lindsey Nelson", que o comissário da NBA, Maurice Podoloff, viajava para os jogos televisionados e, quando a NBC precisava entrar em um comercial, ele ia até um dos treinadores e dizia: "Peça um tempo limite", e eles tinham que fazê-lo, já que o comissário ordenou. Em 19 de março de 1955, durante os playoffs, a NBC deu destaque nacional ao New York Knicks e ao ascendente Boston Celtics no Madison Square Garden de Nova York.
Durante o primeiro ano de contrato da NBC, as primeiras cinco semanas de cobertura sucederam a um jogo da Liga Canadense de Futebol. Esse contrato estipulava que a rede exibisse 13 jogos (junto, presumivelmente, com a Grey Cup) nas tardes de sábado, começando no final de agosto. Este acordo foi assinado uma semana depois que a NBC perdeu os direitos do futebol da NCAA para a ABC.

### Iteração 1990–02

#### Fundo
Em 9 de novembro de 1989, a NBA fechou um acordo com a NBC para transmitir os jogos da liga, num contrato avaliado em US$ 600 milhões, com duração de quatro anos, iniciando na temporada 1990-91.  Posteriormente, em 28 de abril de 1993, a NBC estendeu seus direitos exclusivos de transmissão para a NBA com um novo contrato de quatro anos, avaliado em US$ 750 milhões.

#### Cobertura
A cobertura da NBA pela NBC tradicionalmente começava no dia de Natal de cada temporada, com exceção da temporada inaugural em 1990 (que incluiu um jogo em 3 de novembro de 1990 entre o Los Angeles Lakers e o San Antonio Spurs), da Temporada de 1997-98 (que contou com um torneio de pré-temporada com o Chicago Bulls), da temporada de 1998-99 (quando nenhum jogo de Natal foi disputado devido ao bloqueio da NBA de 1998-99) e da última temporada do contrato da rede em 2001-02 (que apresentou dois jogos do início da temporada com o retorno de Michael Jordan com o Washington Wizards). A NBC exibia o NBA All-Star Game todos os anos (exceto em 1999, quando o jogo foi cancelado devido ao bloqueio), geralmente às 18h, horário do leste. Em 2002, a NBC transmitiu o jogo uma hora antes (às 17h, Leste) devido às Olimpíadas de Inverno naquela noite. A partir de 2000, durante os Playoffs da NBA, a NBC transmitia jogos triplos aos sábados e domingos durante as duas primeiras semanas dos playoffs. Antes de 2000, a NBC transmitia um doubleheader no sábado, seguido por um tripleheader no domingo.

#### Música

Logotipo da NBA na NBC usado de 1990 a 2000.

A música tema da NBA nas transmissões da NBC, "Roundball Rock", foi composta pelo artista new age John Tesh. Essa peça instrumental foi utilizada pela NBC em todas as transmissões durante os doze anos de seu mandato. Embora Tesh tenha oferecido o tema à ABC quando esta assumiu os direitos da liga, a rede recusou.
Em 1991, "The Dream is Still Alive", de Wilson Phillips, foi tocada durante a montagem do final da temporada. De 1991 a 1996, a NBC utilizou a música rock "Winning It All" do The Outfield durante sua montagem de final de temporada. De 1997 a 2001, diversas peças musicais contemporâneas foram usadas para a montagem, incluindo em 1997 a canção "I Believe I Can Fly" de R. Kelly, que coincidentemente veio de um filme de basquete - Space Jam, estrelado por Michael Jordan. Em 1998, a música foi "Exsultate Justi" de John Williams, e de 1999 a 2001, foi "All Fired Up" de Pat Benatar. Após as finais de 1999, a NBC adotou "Fly Away" de Lenny Kravitz para sua montagem.

#### Segmentos
O pré-jogo para as transmissões da NBA da NBC era o "NBA Showtime", um título utilizado de 1990 a 2000, sendo que o pré-jogo ficou sem marca posteriormente. O "Showtime" foi originalmente apresentado por Bob Costas desde a temporada inaugural do contrato de 1990 até a temporada 1995–96; Hannah Storm assumiu como apresentadora no início da temporada 1996–97. Rashad substituiu Storm em 2001, quando ela entrou em  licença maternidade. O videogame "NBA Showtime: NBA on NBC", desenvolvido pela Midway Games, recebeu o nome do programa pré-jogo.
Durante as finais da NBA, uma cobertura adicional estará prontamente disponível na CNBC, onde os apresentadores oferecerão uma meia hora adicional de análises aprofundadas do jogo, após o término da transmissão na rede principal da NBC.
O intervalo do show foi inicialmente patrocinado pela Prudential Financial (Prudential Halftime Report), seguido por NetZero (NetZero at the Half) e Verizon Wireless (Verizon Wireless at the Half). Durante as transmissões, um segmento chamado Miller Genuine Moments oferecia uma breve retrospectiva de momentos historicamente significativos e/ou dramáticos na história da NBA; no entanto, esse segmento foi descontinuado no final da cobertura da NBC. A trilha sonora para o Miller Genuine Moments era a música "Black Hole" de John Tesh. Em um curto período durante 2001–02, a NBC apresentou um segmento de estúdio chamado "24", no qual cada analista da época (Pat Croce, Jayson Williams ou Mike Fratello) tinha 24 segundos para abordar questões relacionadas à NBA. A NBC interrompeu esse segmento em fevereiro de 2002, coincidindo com uma reformulação completa do programa pré-jogo, após a prisão de Williams sob a acusação de assassinato.

#### Avaliações
Durante seus doze anos de veiculação, a NBA na NBC passou por altos e baixos nas classificações. Na década de 1990, as finais da NBA geralmente alcançavam índices elevados, com exceção das finais de 1999. Em 1998, a NBA atingiu uma marca recorde de audiência nas finais, registrando uma classificação impressionante de 18,7 para a segunda série entre Chicago Bulls e Utah Jazz, que marcou o último título conquistado pelos Bulls liderados por Michael Jordan. No ano seguinte, após um bloqueio que afetou parte da temporada, as classificações para as finais de 1999 sofreram uma queda significativa, marcando o início de um período contínuo de menor audiência para as transmissões dos jogos da liga. Em 2002, a NBC estabeleceu outro recorde, desta vez para a final da Conferência Oeste, com uma audiência notável, incluindo uma classificação de 14,2 para o jogo 7 entre Los Angeles Lakers e Sacramento Kings.

#### Críticas
Vários observadores da NBA acusaram a NBC e a NBA de mostrarem uma tendência favorável apenas a determinadas equipes e jogadores individuais. A NBC se beneficiou ao transmitir todas as finais envolvendo os grandes mercados, como Chicago Bulls, Los Angeles Lakers, New York Knicks, New Jersey Nets, Philadelphia 76ers ou Houston Rockets. No entanto, equipes de mercados menores, como San Antonio, Sacramento, Phoenix, Seattle, Portland, Salt Lake City, Indianápolis, Orlando e Miami, também fizeram aparições regulares nos jogos da NBC durante sua temporada.
Essas críticas levantaram preocupações sobre a imparcialidade na cobertura da NBA, destacando a necessidade de uma representação mais equitativa de todas as equipes, independentemente do tamanho de seus mercados, nas transmissões televisivas.

#### O fim daNBA na NBC
Após o término do contrato da NBC Sports com a NBA em 2002, a liga firmou um novo acordo de direitos de transmissão televisiva com a ABC, que começou a transmitir jogos na temporada 2002-03. Na primavera de 2002, a NBC apresentou uma oferta de renovação de quatro anos no valor de US$ 1,3 bilhão para manter seus direitos de transmissão da NBA. No entanto, a liga optou por fechar acordos mais longos, estendendo-se por seis anos, no valor total de US$ 4 bilhões, com ESPN, ABC e TNT.
Simplificando, a NBC não conseguiu competir com o acordo combinado de transmissão e cabo que a Disney tinha com a ESPN e a ABC. Quando o relacionamento da NBC com a NBA encerrou em 2002, a rede possuía apenas as propriedades de TV a cabo CNBC e MSNBC . As principais ligas esportivas recebem mais receitas do cabo do que da transmissão, devido à dupla fonte de receitas provenientes de assinaturas e publicidade. Além disso, a NBC enfrentou uma perda de US$ 35 milhões devido ao fracasso do XFL no ano anterior. Como resumiu Charles Barkley durante o intervalo do jogo 1 das finais da NBA de 2002, "Se vocês não tivessem desperdiçado todo esse dinheiro no XFL, ainda teriam basquete."

## Anunciantes

### 1954–1962
Como mencionado anteriormente, a NBC Sports transmitiu pela primeira vez a NBA das temporadas de 1954–55 até 1961–62. Os locutores durante este período  incluíram:
- Jerry Doggett (1960–1961)
- Marty Glickman (1954–1961)
- Jim Gordon (1954–55)
- Curt Gowdy (1955–1960)
- Chick Hearn (1957–1958)
- Joe Lapchick (1955–56)
- Lindsey Nelson (1954–1961)
- Bill O'Donnell (1957–1960)
- Bud Palmer (1958–1962)
- Bob Wolff (1961–1962)

### 1990–1997
A equipe de transmissão inicial da NBC na era de 1990-2000 era liderada por Marv Albert e Mike Fratello, com Ahmad Rashad atuando como repórter secundário. Outros narradores da época incluíam Dick Enberg e Steve "Snapper" Jones. Além de Rashad, Jim Gray e Hannah Storm também desempenhavam funções secundárias de reportagem. Antes de se tornar a voz televisiva dos Spurs, Lakers e Pelicans, Joel Meyers começou como repórter secundário da NBC. Bob Costas atuou como apresentador do programa pré-jogo da rede, NBA Showtime, enquanto também fornecia narração play-by-play como substituto quando necessário. Durante os playoffs, Don Criqui e Joel Meyers também eram utilizados, com Criqui assumindo a narração play-by-play e Meyers principalmente atuando como analista lateral.
Em 1992, logo após anunciar sua aposentadoria, a lenda do basquete Earvin "Magic" Johnson ingressou como analista de jogos, juntando-se a nomes como Enberg, Albert e Fratello. No entanto, seu desempenho recebeu críticas significativas. Entre as reclamações estavam suas habilidades de dicção aparentemente fracas, a tendência de "afirmar o óbvio", referências frequentes aos seus dias de jogador e uma falta geral de química com seus colegas de transmissão. Johnson foi gradualmente retirado das transmissões da NBA pela NBC após contribuir como comentarista nas finais de 1993.

### 1998–2000
Em 1997, Marv Albert fez sua última convocação das finais da NBA para a NBC durante a década, devido a um escândalo sexual embaraçoso que levou à sua demissão antes do início da temporada 1997-1998. Para substituir Albert, a NBC contratou o apresentador de estúdio Bob Costas para assumir suas funções. Matt Guokas não retornou como comentarista principal e foi substituído pela lenda da NBA Isiah Thomas. Costas foi substituído no pré-jogo por Hannah Storm, que por sua vez substituiu Costas nas finais da NBA de 1997.
No meio da temporada, Costas e Thomas foram acompanhados pelo recentemente demitido técnico do Detroit Pistons, Doug Collins. Collins desempenhou um papel para aliviar um pouco o fardo de Thomas, que alguns consideravam desconfortável no papel de analista principal. Thomas, em particular, foi criticado por sua voz suave e análises às vezes hesitantes.

### 2000–2001
Na temporada 2000-2001, Bob Costas encerrou seu papel direto na cobertura da NBA na NBC, embora tenha trabalhado nos playoffs nas duas temporadas seguintes e retornado para apresentar a cobertura das finais da NBA de 2002. Costas cedeu o lugar para Marv Albert, voltando como locutor principal da NBA, e permaneceu para realizar entrevistas e apresentar recursos especiais. Na frente do estúdio, Hannah Storm deixou seu cargo de apresentadora de estúdio para entrar em licença maternidade, sendo substituída por Ahmad Rashad. Isiah Thomas deixou a NBC para se tornar técnico do Indiana Pacers. Kevin Johnson, ex-jogador do Phoenix Suns, e PJ Carlesimo, ex-técnico da NBA, juntaram-se a Rashad. Carlesimo também atuou como analista reserva durante jogos selecionados dos playoffs até 2002. Marv Albert se uniu a Doug Collins como a equipe principal de transmissão, transmitindo juntos as finais da NBA de 2001, que registraram as maiores classificações para uma partida final desde 1998. Após a temporada, Collins foi contratado pelos Washington Wizards, o que levou a NBC a promover a dupla de longa data de comentaristas secundários Steve Jones e Bill Walton para a equipe principal de transmissão, ao lado de Albert.

### 2001–2002
A temporada 2001-2002 apresentou várias anomalias, pois a NBC iniciou sua cobertura no primeiro sábado da temporada, marcando a primeira vez desde 1991. Isso foi motivado pelo retorno da lenda da NBA, Michael Jordan, que estava jogando pelo Washington Wizards. A NBC também transmitiu um jogo no início de dezembro envolvendo os Wizards de Jordan, representando a primeira vez que uma rede de televisão aberta transmitiu mais de um jogo da NBA antes do Natal desde os anos 1980, quando a CBS o fazia.
O ano de 2002 marcou o retorno de Hannah Storm da licença maternidade, com ela e Ahmad Rashad alternando como apresentadores de estúdio ao longo da temporada. A equipe de estúdio da NBC naquele ano incluía Rashad e Storm, juntamente com o ex-proprietário do Philadelphia 76ers, Pat Croce, o retorno de Mike Fratello e o ex-jogador Jayson Williams. Esse conjunto permaneceu unido durante o NBA All-Star Game de 2002. No entanto, na semana entre o All-Star Game e a próxima transmissão programada da NBC, Jayson Williams foi preso após um incidente em que disparou e matou o motorista de sua limusine. Ele foi imediatamente demitido pela NBC, que também não trouxe de volta Croce ou Fratello para a cobertura do estúdio. Em vez disso, a rede contratou Tom Tolbert, que havia sido recentemente adicionado à NBC Sports como analista de terceira linha ao lado de Mike Breen. Tolbert permaneceu como o único analista de estúdio até o final da temporada e recebeu elogios de vários meios de comunicação, incluindo o colunista esportivo do USA Today, Rudy Martzke. Hannah Storm não conseguiu ancorar o NBA All-Star Game de 2002, pois estava em missão nos Jogos Olímpicos de Inverno de 2002 em Salt Lake City, servindo como apresentadora de estúdio diurna; Ahmad Rashad ancorou no estúdio.

### Lista de emissoras
- Marv Albert – liderar jogada a jogada (1990–1997 e 2001–2002)
- Mike Breen – jogada a jogada
- Quinn Buckner – analista de estúdio (1990-1993)
- PJ Carlesimo – analista de estúdio, analista de jogos (2000-2002)
- Doug Collins – analista de jogos (1998–2001)
- Bob Costas - apresentador de estúdio (1990–1997) e líder passo a passo (1998–2000)
- Don Criqui – jogada a jogada (1991-1992)
- Pat Croce – analista de estúdio (2001-2002)
- Chuck Daly – analista de jogos
- Mike Dunleavy - analista de jogos [24] (2002)
- Dick Enberg – jogada a jogada
- Julius Erving – analista de estúdio
- Cotton Fitzsimmons – analista de jogos
- Mike Fratello – analista de jogos (1990–1993), analista de estúdio (2001–2002)
- Jim Gray – repórter secundário
- Greg Gumbel – jogada a jogada (1994–1998; saiu em janeiro para retornar à CBS Sports )
- Matt Guokas – analista de jogos
- Tom Hammond – jogada a jogada (1990-2002)
- Dan Hicks – jogada a jogada
- Dan Issel – analista de jogos
- Kevin Johnson – analista de estúdio
- Lewis Johnson - repórter lateral
- Magic Johnson – analista de jogos (1991-1993)
- Steve "Snapper" Jones - analista de jogos (1990-2002)
- Andrea Joyce – repórter lateral
- Jim Lampley – jogada a jogada
- Lisa Malosky – repórter lateral
- Joel Meyers – repórter lateral
- Bob Neal – jogada a jogada
- Ahmad Rashad - repórter secundário, apresentador de estúdio (1990-2002)
- Pat Riley – analista de estúdio, analista de jogos (1990-1991)
- Ron Rothstein – analista de jogos (1991-1992)
- John Salley – analista de estúdio
- Hannah Storm - repórter lateral, apresentadora de estúdio
- Paul Sunderland – jogada a jogada, repórter lateral
- Isiah Thomas – analista de jogos (1997–1998), analista de estúdio (1998–2000)
- Tom Tolbert – analista de jogos, analista de estúdio (2002)
- Peter Vecsey – analista de estúdio
- Bill Walton – analista de estúdio, analista de jogos (1994-2002)
- Jayson Williams – analista de estúdio (2001-2002)

### Artistas de locução
A voz de Jim Fagan foi uma presença constante em praticamente todas as transmissões da NBA na NBC. Ele ficou conhecido como a voz por trás do icônico "This is the NBA on NBC" e também contribuiu com várias promoções locutadas para as transmissões de jogos da rede. Além disso, desempenhou funções como "locutor de arena" na série de videogame NBA Live da EA Sports. Outro profissional que contribuiu com trabalhos de locução para as transmissões foi Mitch Phillips, sendo notadamente envolvido em promoções.

## WNBA na NBC
A NBC exibiu os jogos da Associação Nacional de Basquete Feminino de 1997 a 2002 como parte de sua cobertura da NBA na NBC  antes de a liga transferir os direitos  para ABC/ESPN .

## Cobertura da NBA em outros canais de propriedade da NBC

### Cobertura no Telemundo Deportes
Após a aquisição do Telemundo Communications Group pela NBC, que incluiu a compra da Deportes Telemundo da Sony Pictures e Liberty Media por US$ 2,7 bilhões em 11 de outubro de 2001, a Deportes Telemundo foi gradualmente integrada à NBC Sports. No entanto, ela manteve os direitos de programação esportiva separados da principal rede de transmissão da NBC e de seus canais a cabo irmãos. Sob a gestão da NBC, que, ironicamente, perdeu os direitos da NBA naquele ano para a ABC, a Telemundo assinou, em 20 de agosto de 2002, um acordo de três anos com a NBA para os direitos de transmissão em espanhol de 15 jogos da NBA e até dez jogos da temporada regular da WNBA. No entanto, a Telemundo e a NBA optaram por não renovar o acordo após seu vencimento após a temporada 2004-05.